# Statesville
Statesville è una città degli Stati Uniti d'America situata nella Carolina del Nord, nella Contea di Iredell, della quale è anche il capoluogo.